# Divertissement interactif
Le divertissement interactif est un secteur de la production et distribution de produits et de services divertissants, sur lesquels ou avec lesquels l'utilisateur final peut agir ou interagir,,.

## Description

### Origines
Bien que Hal Halpin s'attribue le mérite d'avoir inventé l'expression avec le changement de nom de GameWeek Magazine en Interactive Entertainment Magazine en 2001, l'expression était déjà utilisée dès 1981. La biographie officielle de Halpin prétend maintenant qu'il « popularisé » l'expression » pour « décrire la convergence de la console, du jeu en ligne, et le secteur des jeux d'ordinateur. ».